# Đường sắt cao tốc Bắc – Nam
Đường sắt cao tốc Bắc – Nam hay Đường sắt tốc độ cao Bắc Nam là một trong những dự án chiến lược của Đường sắt Việt Nam (ĐSVN).
Cục Đường sắt Việt Nam đã đưa ra kế hoạch xây dựng đường sắt cao tốc xuyên Việt: Năm 2010 sẽ hoàn thành báo cáo khả thi; từ năm 2011- 2020 sẽ xây dựng khu đoạn Hà Nội - Vinh và TP Hồ Chí Minh - Nha Trang; năm 2030 sẽ đưa vào khai thác tuyến Vinh - Nha Trang; năm 2035 sẽ hoàn thành tuyến Hà Nội - TP Hồ Chí Minh; năm 2050 sẽ hoàn thành toàn tuyến Lạng Sơn - Cà Mau và đi song song với tuyến  và . Sau này các tuyến đường sắt cao tốc sẽ được xây dựng dựa theo và chạy song song các tuyến đường bộ cao tốc trong nước.
Theo phương án của nhà Tư vấn Hàn Quốc, nếu xây dựng đường sắt cao tốc, đường đôi, điện khí hóa, khổ 1435mm, với tốc độ 200 km/h thì từ tàu khách Lạng Sơn đến Cà Mau mất 11 giờ 58 phút. Với vận tốc đạt 300 km/giờ, tàu sẽ chạy trong 5 giờ 38 phút để đi từ Hà Nội đến TP HCM đối với tàu nhanh, chỉ đỗ các ga Vinh, Đà Nẵng, Nha Trang và 6 giờ 52 phút với tàu thường, đỗ ở tất cả các ga.
Đại diện chủ đầu tư cho biết dự án sẽ thu hồi 4.173 ha đất, 16.529 hộ gia đình có thể sẽ bị ảnh hưởng. Trong đó, thu hồi đất ở 9.480 hộ gia đình và thu hồi đất sản xuất 7.049 hộ.
Trong cuộc bỏ phiếu ngày 19 tháng 6 năm 2010, Quốc hội Việt Nam khóa XII đã bỏ phiếu bác bỏ dự án đường sắt cao tốc. Tuy nhiên đến năm 2015, Bộ trưởng Giao thông Đinh La Thăng chỉ đạo tiếp tục lập đề án đường sắt cao tốc Bắc-Nam để trình Quốc hội trước năm 2020, và đến ngày 30 tháng 11 năm 2024, Quốc hội Việt Nam khóa XV chính thức thông qua chủ trương đầu tư dự án trên.
Đến cuối tháng 5/2025, đã có 2 đơn vị đăng ký đầu tư dự án đường sắt cao tốc Bắc - Nam này: Công ty Cổ phần Đầu tư và Phát triển đường sắt cao tốc VinSpeed (thuộc VinGroup và Phạm Nhật Vượng) và Thaco.

## Nhà ga và Depot
Nguồn 
| Tên                               | Vị trí                                             | Km      | Kết nối trực tiếp đường sắt hiện hữu  | Xây mới | Kết nối                                                                        | Chú thích |
| --------------------------------- | -------------------------------------------------- | ------- | ------------------------------------- | ------- | ------------------------------------------------------------------------------ | --- |
| Đồng Đăng - Hà Nội                |                                                    |         |                                       |         |                                                                                | |
| Ga Hữu Nghị                       | Cửa khẩu Hữu Nghị                                  | 0       | Không                                 | Có      |                                                                                | |
| Ga Đồng Đăng                      | Đồng Đăng, Cao Lộc, Lạng Sơn                       | 0       | Có                                    | Có      |                                                                                | Bắt đầu tuyến đường sắt cao tốc Bắc - Nam Có depot đặt tại ga                                                                                                  |
| Ga Lạng Sơn                       | thành phố Lạng Sơn, Lạng Sơn                       | 15,54   | Có                                    | Có      |                                                                                | |
| Ga Chi Lăng                       | Chi Lăng, Lạng Sơn                                 | 24,664  | Có                                    | Có      |                                                                                | |
| Ga Lạng Giang                     | Lạng Giang, Bắc Giang                              | 46,567  | Có                                    | Có      |                                                                                | |
| Ga Bắc Giang                      | thành phố Bắc Giang, Bắc Giang                     | 59,986  | Có                                    | Có      |                                                                                | |
| Ga Bắc Ninh                       | thành phố Bắc Ninh, Bắc Ninh                       | 80      | Có                                    | Có      |                                                                                | |
| Ga Từ Sơn                         | thành phố Từ Sơn, Bắc Ninh                         | 99,14   | Có                                    | Có      |                                                                                | |
| Ga Trâu Quỳ                       | Gia Lâm, Hà Nội                                    | 111,45  | Có                                    | Có      |                                                                                | |
| Ga Long Biên                      | Long Biên, Hà Nội                                  | 129,45  | Có                                    | Có      |                                                                                | |
| Hà Nội - Vinh                     |                                                    |         |                                       |         |                                                                                | |
| Ga Ngọc Hồi                       | Ngọc Hồi, Thanh Trì, Hà Nội                        | 145     | Có                                    | Có      | Tuyến số 1, Tuyến vành đai Ngọc Hồi - Thạch Lỗi, Ngọc Hồi - Lạc Đạo - Yên Viên | Có depot đặt tại ga |
| Ga Phủ Lý                         | Phủ Lý, Hà Nam                                     | 191,25  | Có                                    | Có      |                                                                                | |
| Ga Nam Định                       | Nam Định (huyện ngoại thành phía đông TP Nam Định) | 213,51  | Có                                    | Có      |                                                                                | Sẽ xây ga Nam Định mới tại vị trí phía bắc ga Nam Định cũ, huyện ngoại thành phía đông TP Nam Định, nơi giao nhau giữa đường sắt cao tốc và đường sắt hiện hữu |
| Ga Ninh Bình                      | Hoa Lư, Ninh Bình                                  | 249,38  | Có                                    |         |                                                                                | |
| Ga Thanh Hóa                      | Thanh Hóa, Thanh Hóa                               | 300,09  | Có                                    | Có      |                                                                                | |
| Depot Hoàng Mai                   | Hoàng Mai, Nghệ An                                 | 377,56  | Không                                 | Có      |                                                                                | Depot bảo trì trong trường hợp khẩn cấp Sẽ cân nhắc xây dựng nhà ga tại vị trí này nếu có nhu cầu                                                              |
| Ga Vinh                           | Vinh, Nghệ An                                      | 430,89  | Có                                    |         |                                                                                | Có depot đặt gần ga Vinh |
| Hà Tĩnh - Huế                     |                                                    |         |                                       |         |                                                                                | |
| Ga Hà Tĩnh                        | Hà Tĩnh, Hà Tĩnh                                   | 472,82  | Không                                 | Có      |                                                                                | |
| Ga Vũng Áng                       | Kỳ Anh, Hà Tĩnh                                    | 514,18  | Không                                 | Có      | Tuyến Viên Chăn - Vũng Áng                                                     | |
| Ga Đồng Hới                       | Đồng Hới, Quảng Bình                               | 600,29  | Có                                    |         |                                                                                | |
| Ga Đông Hà                        | Đông Hà, Quảng Trị                                 | 697,91  | Có                                    |         |                                                                                | |
| Ga Huế                            | Thuận Hóa, Huế                                     | 761,54  | Có                                    | Có      |                                                                                | |
| Đà Nẵng - Tuy Hòa                 |                                                    |         |                                       |         |                                                                                | |
| Ga Đà Nẵng                        | Hòa Minh, Liên Chiểu, Đà Nẵng                      | 802,10  | Có                                    | Có      |                                                                                | Nằm trong quy hoạch di dời ga Đà Nẵng |
| Ga Tam Kỳ                         | Tam Kỳ, Quảng Nam                                  | 852,67  | Có                                    |         |                                                                                | |
| Ga Quảng Ngãi                     | Quảng Ngãi, Quảng Ngãi                             | 962,19  | Có                                    |         |                                                                                | |
| Ga Phù Mỹ                         | TT. Phù Mỹ, Phù Mỹ, Bình Định                      | 1061,10 | Có                                    |         |                                                                                | |
| Ga Diêu Trì                       | TT. Diêu Trì, Tuy Phước, Bình Định                 | 1107,00 | Có                                    |         |                                                                                | |
| Ga Tuy Hòa                        | Tuy Hòa, Phú Yên                                   | 1198,98 | Có                                    |         |                                                                                | |
| Nha Trang - Thành phố Hồ Chí Minh |                                                    |         |                                       |         |                                                                                | |
| Ga Nha Trang                      | Nha Trang, Khánh Hòa                               | 1310,9  | Có                                    | Có      |                                                                                | Nằm trong quy hoạch di dời ga Nha Trang Có depot đặt tại ga Nha Trang                                                                                          |
| Ga Tháp Chàm                      | Phan Rang – Tháp Chàm, Ninh Thuận                  | 1387,6  | Có                                    |         | Tuyến Tháp Chàm - Đà Lạt                                                       | |
| Ga Tuy Phong                      | Tuy Phong, Bình Thuận                              | 1452,55 | Không                                 | Có      |                                                                                | |
| Ga Phan Thiết                     | Phan Thiết, Bình Thuận                             | 1520,8  | Có (nhánh phụ Mương Mán - Phan Thiết) |         | Tuyến Phan Thiết - Gia Nghĩa                                                   | |
| Depot Tân Nghĩa                   | Tân Nghĩa, Hàm Tân, Bình Thuận                     | 1560,9  | Không                                 | Có      |                                                                                | Depot bảo trì trong trường hợp khẩn cấp Sẽ cân nhắc xây dựng nhà ga tại vị trí này nếu có nhu cầu                                                              |
| Ga Long Thành                     | Sân bay Long Thành, Long Thành, Đồng Nai           | 1673,34 | Không                                 | Có      |                                                                                | |
| Depot Long Trường                 | Long Trường, Thủ Đức, TPHCM                        | 1700,5  |                                       |         |                                                                                | Depot phụ trợ cho ga Thủ Thiêm |
| Ga Thủ Thiêm                      | An Phú, TP Thủ Đức, TPHCM                          | 1710    | Không                                 | Có      | Tuyến Metro số 2 Đường sắt nhẹ Thủ Thiêm - Long Thành                          | |
| Thành phố Hồ Chí Minh - Cần Thơ   |                                                    |         |                                       |         |                                                                                | |
| Ga Tân Kiên                       | Tân Kiên, Bình Chánh, TPHCM                        | 1741,78 | Có                                    | Có      |                                                                                | |
| Ga Bến Lức                        | Bến Lức, Long An                                   | 1755,6  | Có                                    |         |                                                                                | |
| Ga Tân An                         | Tân An, Long An                                    | 1770,55 | Không                                 | Có      |                                                                                | |
| Ga Trung Lương                    | Mỹ Tho, Tiền Giang                                 | 1787,8  |                                       |         |                                                                                | |
| Ga Trung Lương                    | Cai Lậy, Tiền Giang                                | 1800    | Không                                 | Có      |                                                                                | |
| Ga Cái Bè                         | Cái Bè, Tiền Giang                                 | 1814,34 | Không                                 | Có      |                                                                                | |
| Ga Mỹ Thuận                       | Vĩnh Long                                          | 1834,45 | Không                                 | Có      |                                                                                | |
| Ga Cái Răng                       | Cái Răng, Cần Thơ                                  | 1867    | Không                                 | Có      |                                                                                | |
| Hậu Giang - Cà Mau                |                                                    |         |                                       |         |                                                                                | |
| Ga Ngã Bảy                        | Ngã Bảy, Hậu Giang                                 | 1894,78 | Có                                    | Có      |                                                                                | |
| Ga Sóc Trăng                      | Thành phố Sóc Trăng, Sóc Trăng                     | 1918,6  | Có                                    |         |                                                                                | |
| Ga Bạc Liêu                       | Thành phố Bạc Liêu, Bạc Liêu                       | 1960,55 | Không                                 | Có      |                                                                                | |
| Ga Giá Rai                        | Giá Rai, Bạc Liêu                                  | 1988,8  |                                       |         |                                                                                | |
| Ga Cà Mau                         | Thành phố Cà Mau, Cà Mau                           | 2020    | Không                                 | Có      |                                                                                | |
| Ga Năm Căn                        | Năm Căn, Cà Mau                                    | 2070    | Không                                 | Có      |                                                                                | Kết thúc tuyến đường sắt cao tốc Bắc - Nam |

## Tuyến đường Hà Nội - Vinh
Đây là tuyến sẽ được xây dựng là đường sắt đôi, bảo đảm cho tàu có thể chạy với tốc độ 200 km/h, nhưng cơ sở hạ tầng có thể đáp ứng tốc độ 350 km/h. Khi hoàn thành, hành trình Hà Nội - Vinh sẽ được rút xuống chỉ còn 2 giờ (nếu chạy tốc độ 200 km/h) và 1 giờ 34 phút (tốc độ 350 km/h). Chiều dài toàn tuyến là hơn 283 km gồm 6 ga chính trên.
Trong đó đoạn qua Hà Nội sẽ sử dụng đường sắt hiện tại ở phía Tây nhằm giảm thiểu được xung đột. Đoạn qua Hà Tây sẽ cách xa đường sắt hiện tại và giảm thiểu giao cắt với quốc lộ 1, khu vực đông dân cư và nhà máy. Đoạn qua Hà Nam sẽ quy hoạch hướng tuyến gần với đường bộ cao tốc và xây dựng ga mới ở phía đông ga Phủ Lý hiện tại. Đoạn qua Nam Định sẽ xây dựng ga bên ngoài phía Tây ga Nam Định.
Đoạn qua Ninh Bình sẽ chạy song song với đường bộ cao tốc về phía Đông khu quy hoạch đô thị của Ninh Bình và chạy vòng điểm du lịch hồ Đồng Thái. Đoạn qua Thanh Hóa sẽ chạy về phía Tây khu đô thị Thanh Hóa để tránh ảnh hưởng đến khu vực động dân cư và địa danh lịch sử. Đoạn qua Nghệ An sẽ chạy về phía Tây của khu quy hoạch đô thị TP Vinh. Đoạn Hà Tĩnh cũng quy hoạch hướng tuyến về phía Tây của đường vành đai đô thị Hà Tĩnh.

## Tuyến đường Nha Trang - TP Hồ Chí Minh
Tuyến đường sắt cao tốc Nha Trang - TP Hồ Chí Minh  khởi đầu tại TP Hồ Chí Minh, đi qua các tỉnh Đồng Nai, Bình Thuận, Ninh Thuận và Khánh Hoà. Trên toàn tuyến có 6 nhà ga và 2 ga mới đều ở tại Khánh Hoà và TP Hồ Chí Minh. Tiêu chuẩn thiết kế áp dụng đối với đường cấp 1 và đường cao tốc, có thể chạy tàu với vận tốc 350 km/h.
So với tuyến đường sắt Thống Nhất, tuyến này chạy thẳng từ Thủ Thiêm - Long Thành - Tân Nghĩa - Phan Thiết, không nối vào ga Hòa Hưng, không đi qua địa phận tỉnh Bình Dương và thành phố Biên Hòa, Đồng Nai
Đây là dự án hỗ trợ kỹ thuật được thực hiện từ nguồn vốn viện trợ không hoàn lại của Chính phủ Hàn Quốc. Đoạn đường sắt này nằm trong tổng thể của tuyến đường sắt cao tốc từ Hà Nội đi TP Hồ Chí Minh đã được Thủ tướng Chính phủ phê duyệt.

## Các chỉ tiêu kinh tế
Tổng vốn đầu tư
1. Phương án của Chính phủ Việt Nam: Tổng vốn đầu tư toàn Dự án là 55,853 tỷ USD, trong đó phần vốn đầu tư cho Thiết bị là 9,587 tỷ USD.
2. Theo tính toán của các nhà kinh tế của Việt Nam không tham gia dự án: Tổng vốn đầu tư toàn Dự án là 110,157 tỷ USD.

Thời gian hoàn vốn
1. Phương án của Chính phủ Việt Nam:
  - Vốn đầu tư cho Phần xây dựng công trình sẽ do Chính phủ chịu, không phải thu hồi.
  - Vốn thiết bị nhanh nhất là từ 10 đến 12 năm (nhà đầu tư chỉ đầu tư Phần thiết bị và tổ chức kinh doanh vận hành, nên chỉ dự kiến thu hồi vốn thiết bị).
2. Theo tính toán của các nhà kinh tế của Việt Nam không tham gia dự án: (Thời gian thu hồi Vốn Đầu tư của Dự án)
  - Với Lợi nhuận hàng năm của toàn Dự án là 0,958 tỷ USD/năm, Thời gian thu hồi Vốn Đầu tư của Dự án sẽ là: 110,157 tỷ USD/(0,958 tỷ USD/năm) = 114,8 năm
  - Với Lợi nhuận hàng năm của toàn Dự án là 0,797 tỷ USD/năm, Thời gian thu hồi Vốn Đầu tư của Dự án sẽ là: 110,157 tỷ USD/(0,797 tỷ USD/năm) = 138 năm